# Scincopus fasciatus
Scincopus fasciatus е вид влечуго от семейство Сцинкови (Scincidae).

## Разпространение и местообитание
Видът е разпространен в Алжир, Либия, Мавритания, Мали, Нигер, Судан, Тунис и Чад.
Обитава пустинни области, места с песъчлива почва, храсталаци, савани, крайбрежия и плажове.